# Grose Bochse

Le Grose Bochse (vieil allemand pour Große Büchse, en français : Grand Canon) est un super-canon médiéval fabriqué pour l'Ordre Teutonique. Il a été construit de juin à septembre 1408 en  plusieurs éléments. En termes de taille, le canon supplante même le Faule Grete construit peu après et a peut-être atteint les dimensions de la bombarde la plus grande par calibre, le Pumhart von Steyr.